# آبیاری

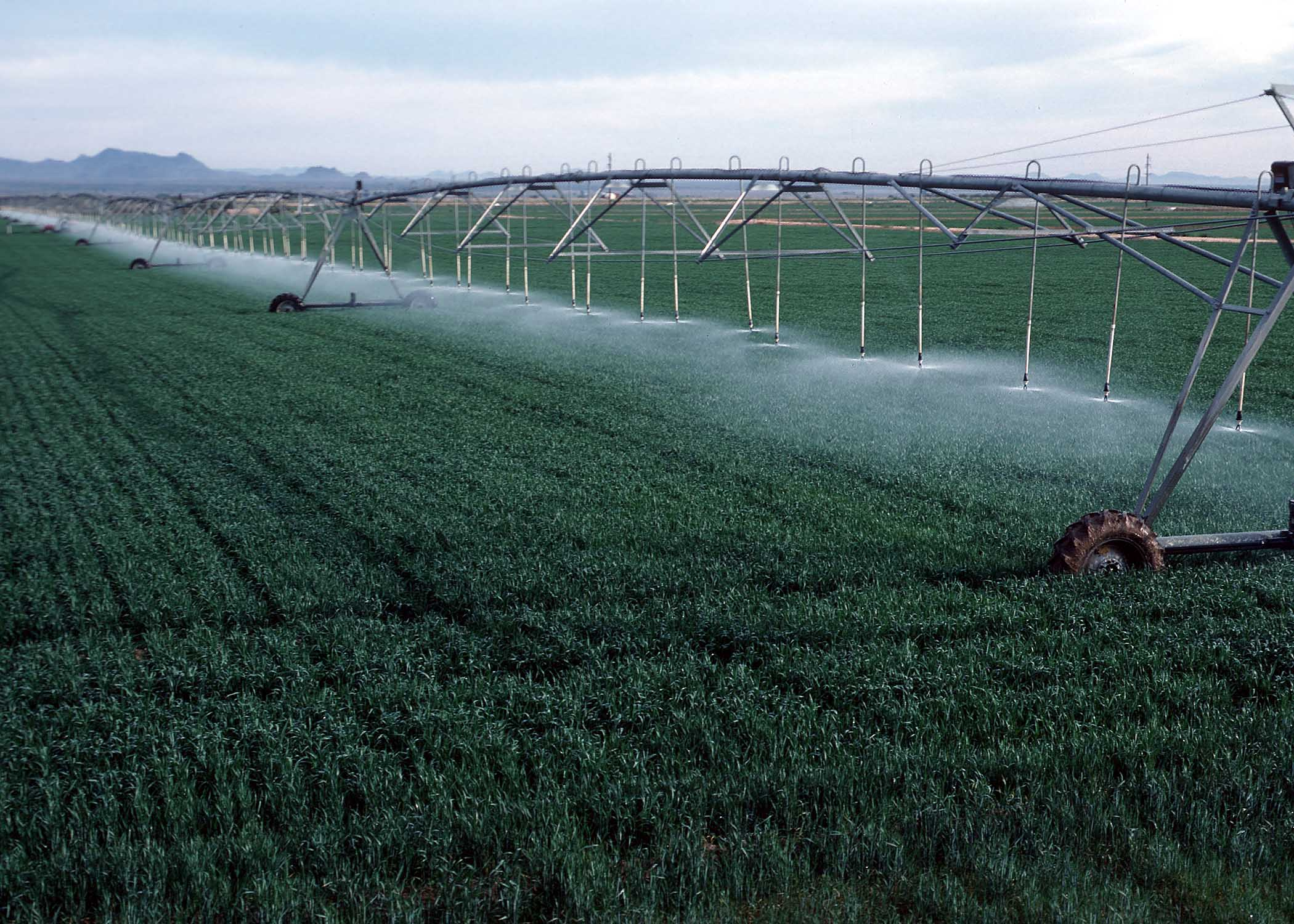
آبیاری مدرن مکانیزه در مزارع کلرادو در ایالات متحده

آبیاری فرایند رساندن مقادیر کنترل شده آب به گیاهان و درختان در فواصل زمانی مورد نیاز است. آبیاری به رشد محصولات کشاورزی، حفظ مناظر و احیای پوشش گیاهی در مناطق خشک و در دوره‌هایی با بارندگی کمتر از میزان متوسط سالیانه کمک می‌کند. آبیاری همچنین در تولید محصولات زراعی کاربردهای دیگری نیز دارد از جمله: محافظت از یخبندان، سرکوب رشد علف‌های هرز در مزارع غلات و جلوگیری از تحکیم خاک. در مقابل، نوعی از کشاورزی که فقط به بارندگی مستقیم متکی است به عنوان کشاورزی دیم شناخته می‌شود.
از سیستم‌های آبیاری همچنین برای خنک سازی دام‌ها، مهار گرد و غبار، دفع فاضلاب و استخراج معادن نیز استفاده می‌شود. آبیاری اغلب همراه با زهکشی، یعنی حذف آب‌های سطحی و زیر سطحی از یک منطقه مشخص، مورد مطالعه قرار می‌گیرد.
انواع آبیاری از جمله آبیاری سطحی و آبیاری زیر سطحی یکی از ویژگی‌های اصلی کشاورزی برای بیش از ۵۰۰۰ سال بوده‌است و محصول بسیاری از فرهنگ‌ها است. از گذشته، آبیاری پایه و اساس اقتصاد و جوامع در سراسر جهان، از آسیا تا جنوب غربی ایالات متحده بوده‌است.

### منابع آب سطحی

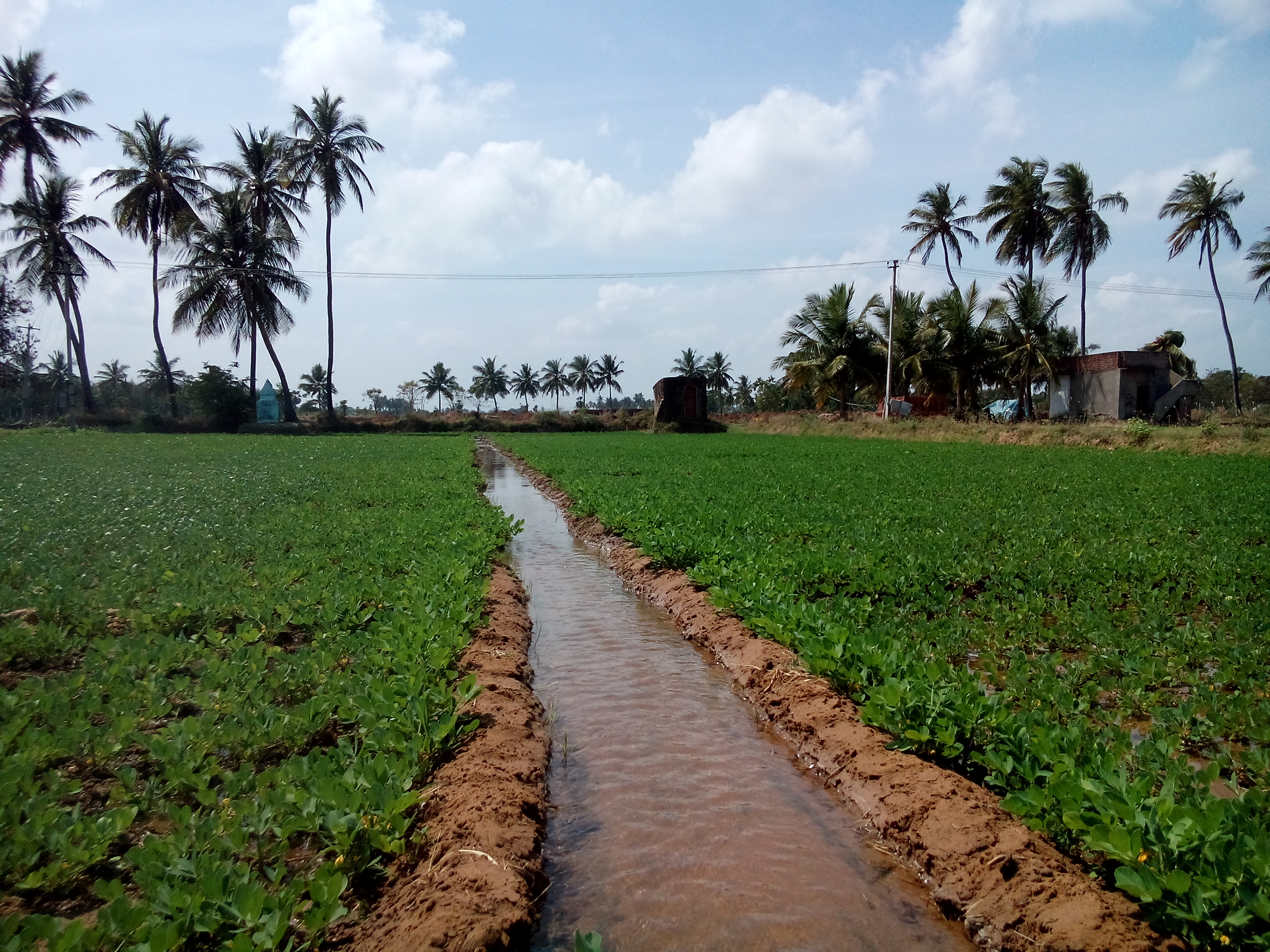
آبیاری ثقلی در مزرعه ای در هند.

### انواع روش‌های آبیاری

نقشه جهانی کشورها بر اساس درصد زمین‌های کشاورزی که آبیاری می‌شوند. (نسبت زمین‌های کشاورزی آبیاری شونده به زمین‌های کشاورزی دیم)

### آبیاری سطحی (ثقلی)

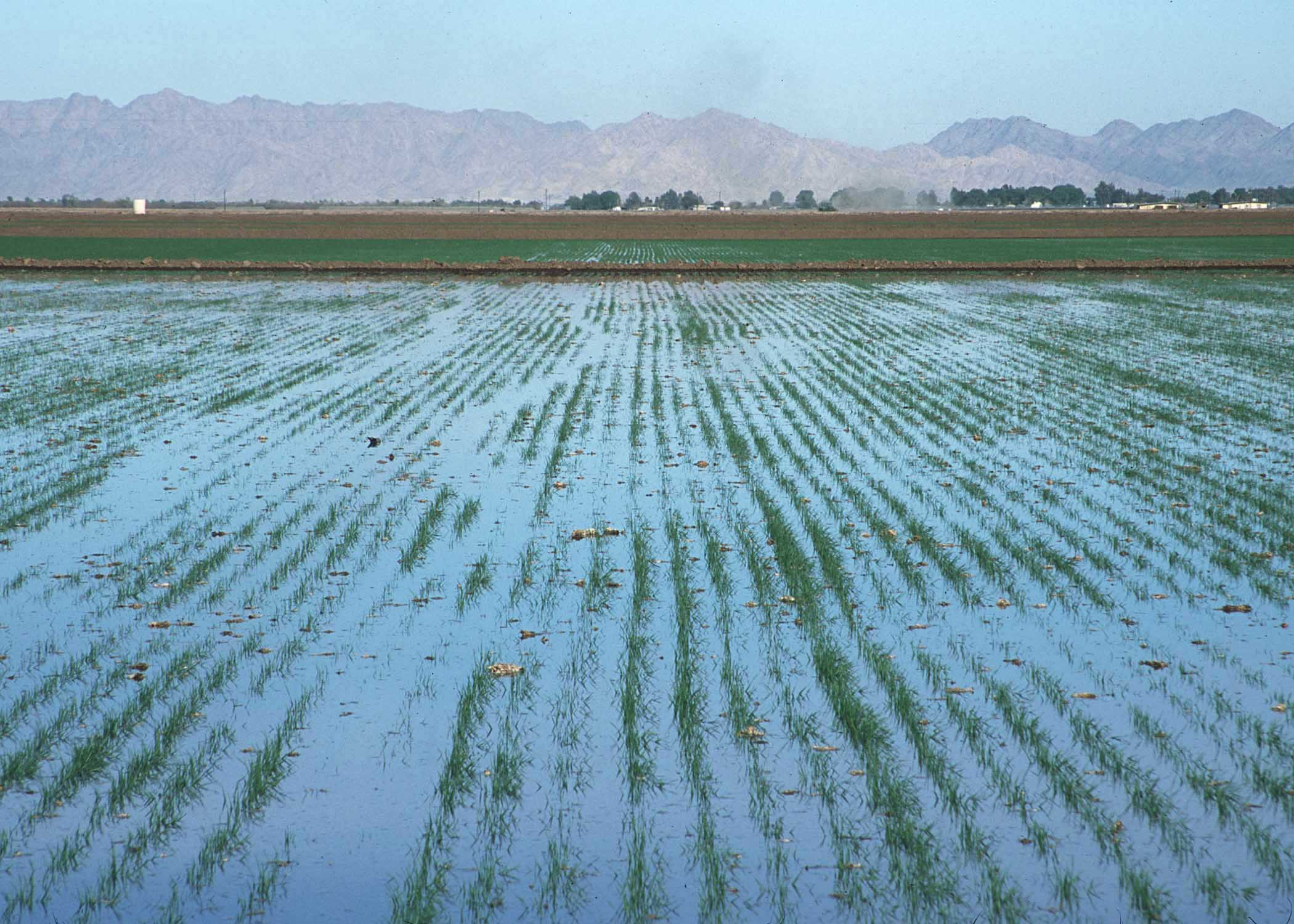
آبیاری مزرعه گندم به روش فارو

### آبیاری تحت فشار

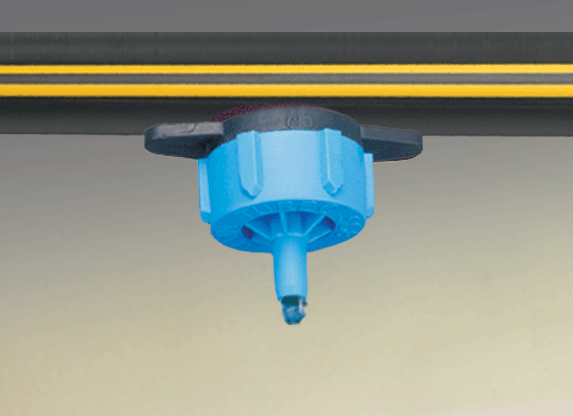
آبیاری قطره‌ای- یک قطره چکان در حال کارکرد

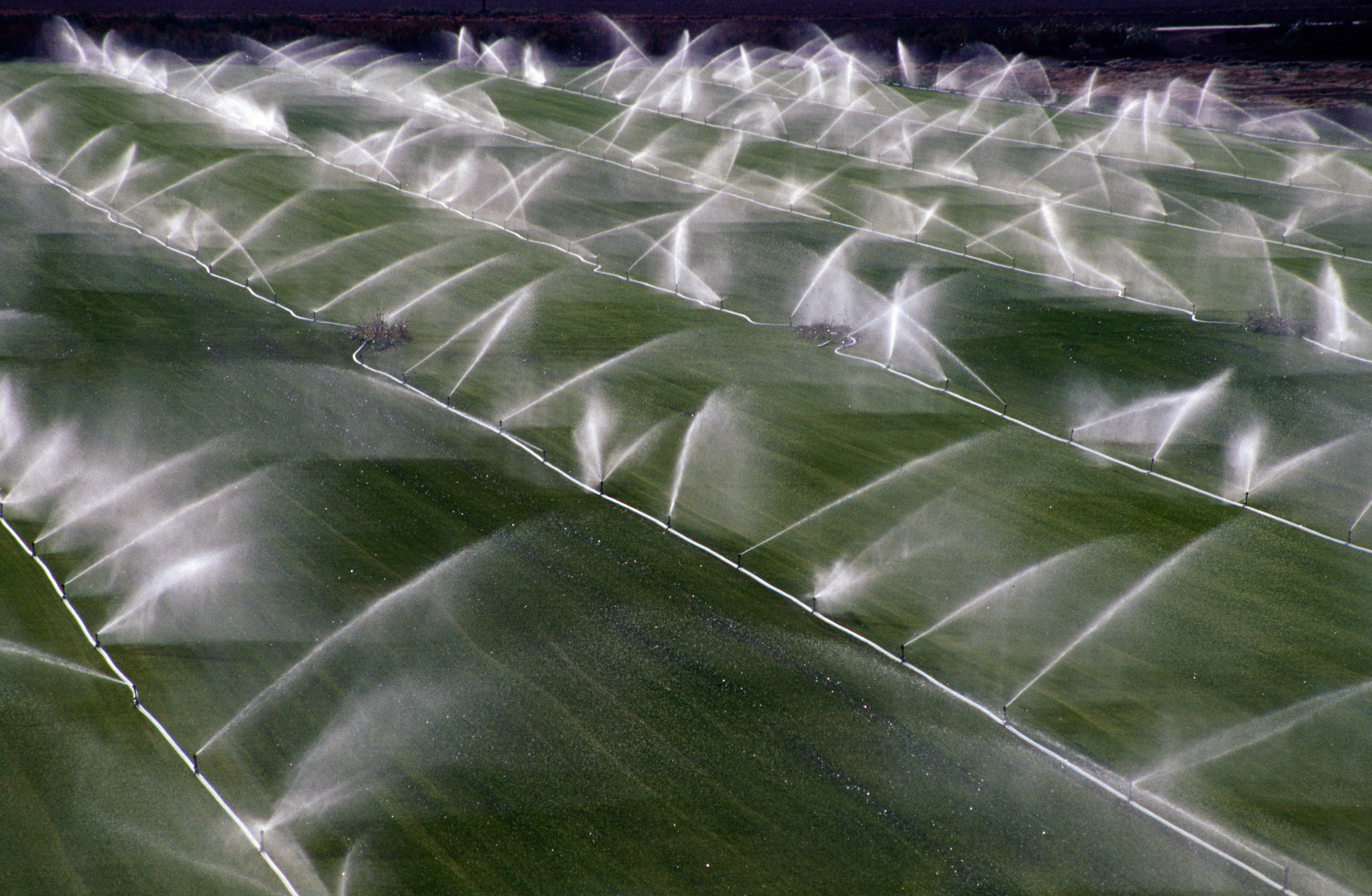
آبیاری توسط آب‌پاش در مزرعه‌ای در کالیفرنیا

### آبیاری زیرزمینی

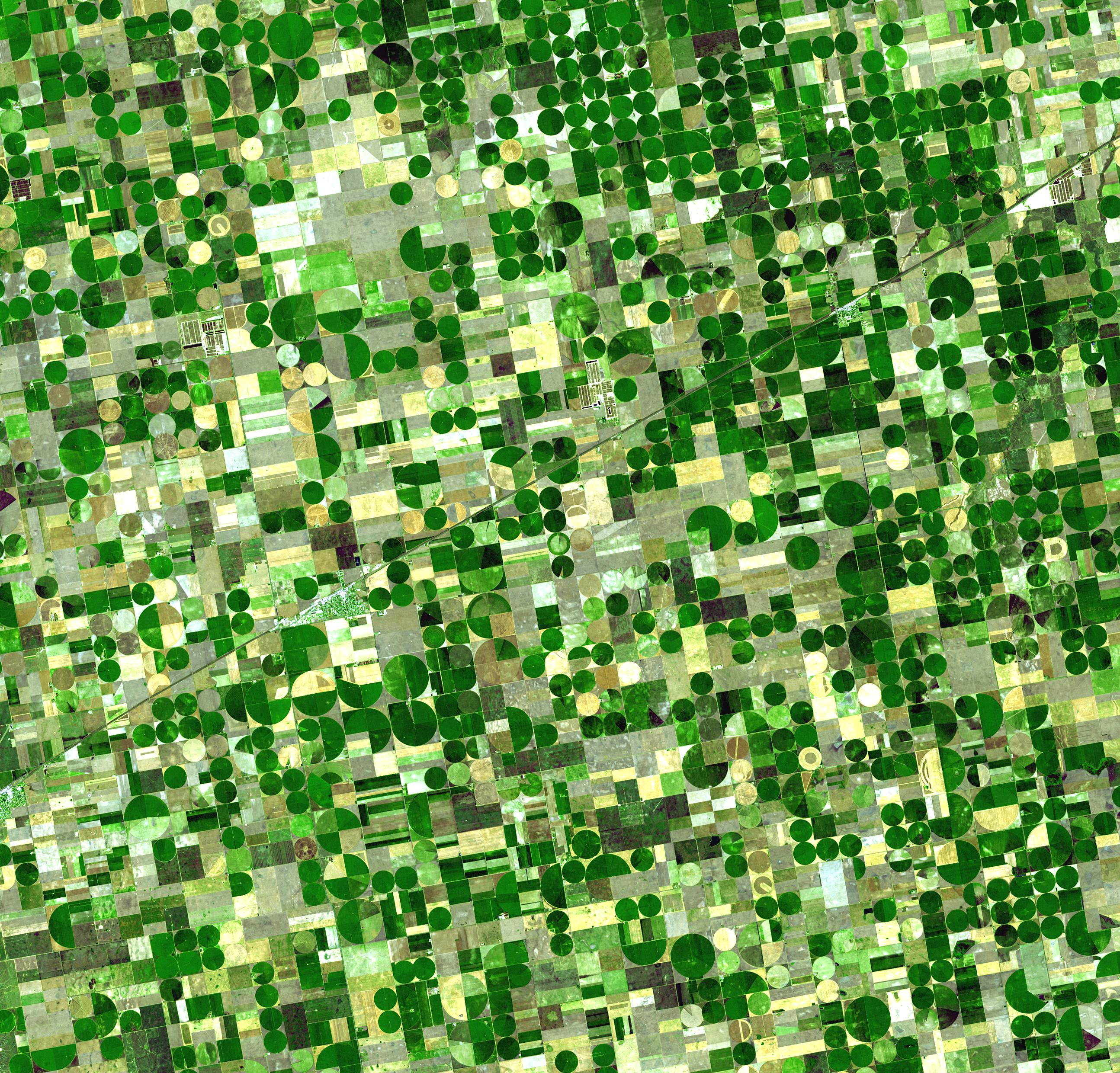
عکس ماهواره‌ای از مزارع کانزاس. دایره‌ها مزارعی هستند که توسط شیوه آبیاری چرخشی (Center Pivot Irrigation) آبیاری می‌شوند.